# Ventas de Algarra
Ventas de Algarra es una localidad y pedanía española perteneciente al municipio de Íllora, en la provincia de Granada. Está situada en la parte oriental de la comarca de Loja. Cerca de esta localidad se encuentran los núcleos de Puerto Lope, Tiena, Íllora capital y Pinos Puente.
Su población se concentra junto a la carretera N-432, a su paso por el municipio. También forman parte de este diseminado los caseríos próximos al tramo de la carretera GR-3409 que va desde su intersección con la N-432 hasta atravesar el Arroyo de la Cañada.

## Demografía
Según el Instituto Nacional de Estadística de España, en el año 2017 Ventas de Algarra contaba con 53 habitantes censados.

### Evolución de la población
| Gráfica de evolución demográfica de Ventas de Algarra entre 2003 y 2013 |
|                                                                         |
| Datos según el nomenclátor publicado por el INE.                        |